# Washington, D.C. hardcore

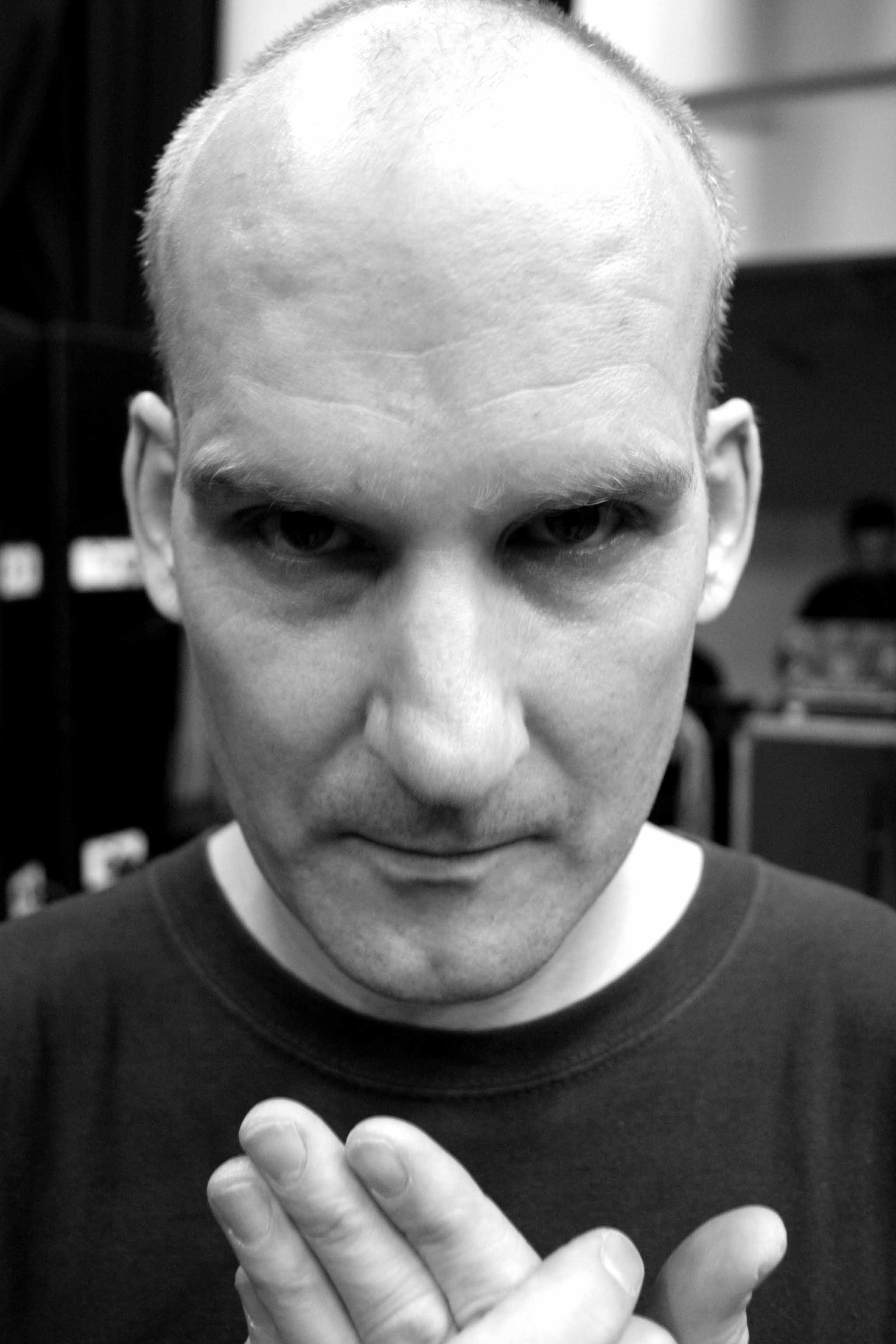
Ian MacKaye, personnalité emblématique de la scène hardcore de Washington DC.

La ville de Washington, D.C., aux États-Unis, est particulièrement connue pendant les années 1980 pour la vivacité et la popularité de sa scène punk hardcore locale.

## Histoire
Les premiers groupes du punk hardcore émergent à Washington, D.C., et nombreux d'entre eux parviennent à populariser le genre à l'échelle nationale et internationale ; ces groupes incluent Bad Brains, The Teen Idles,, Minor Threat, (dont le leader Ian MacKaye est considéré comme l'un des fondateurs de l'emo et du post-hardcore), State of Alert,, Void,, The Faith,, Youth Brigade,, Government Issue,, Untouchables,, Red C,, Marginal Man (en),, et Scream,. Le développement et la popularisation de cette scène se fait généralement grâce au label Dischord Records, fondé par Ian MacKaye, participant à la publication d'albums composés par des groupes locaux.
Dans les années 1990, le punk hardcore de Washington D.C. se modifie durant un mouvement appelé Revolution Summer qui mène à la création d'un nouveau genre musical, l'emo (plus particulièrement l'emocore ou la première vague emo), grâce à de nouveaux groupes tels que Rites of Spring,, Embrace,, Nation of Ulysses, Dag Nasty, et Gray Matter. À la fin des années 1990, le genre reste actif grâce à des labels comme Jade Tree Records, qui comprennent des groupes de l'époque comme Swiz, Fury, et Damnation A.D., entre autres.
Depuis les années 2000, de nombreux groupes de punk hardcore réussissent à maintenir le genre actif, sans toutefois parvenir à atteindre de nouveau sa popularité des années 1990. Parmi ces groupes, Better Than a Thousand, Striking Distance, et Good Clean Fun.